# Messier 70
Messier 70 (M70 o NGC 6681) és un cúmul globular situat a la constel·lació de Sagitari. Va ser descobert per Charles Messier el 31 d'agost de 1780. William Herschel va ser el primer que hi va resoldre estrelles, i el va descriure com una « miniatura d'M3 ».
M70 es troba a 29.300 anys llum de la Terra. S'allunya del sistema solar a una velocitat de 200 km/s. Està situat relativament a prop del centre de la galàxia, de fet, es troba lleugerament deformat a causa de les forces de marea. El seu diàmetre real és de 67 anys llum.
El nucli d'M70 és molt dens, i probablement ha patit un esfondrament gravitacional en el passat, com altres cúmuls globulars com M15, M30 o M62. Al cúmul només s'han localitzat dues estrelles variables.